# Topağaç, Marmara
Topağaç là một xã thuộc huyện Marmara, tỉnh Balıkesir, Thổ Nhĩ Kỳ. Dân số thời điểm năm 2010 là 451 người.